# YouTubeテーマソング
「YouTubeテーマソング」（ユーチューブテーマソング）は、HIKAKIN & SEIKINの1枚目のシングル。2015年8月14日に配信限定シングルとしてリリースされた。同年11月21日には、CDシングルがUUUMより発売された。

## 概要
本楽曲はもともと、2012年にHIKAKINが、実兄・SEIKINに作詞・作曲を依頼し、1コーラスのアカペラバージョンがYouTubeにて公開された。それをSEIKINがフル尺まで仕上げ、アレンジ・プロデュースをHIKAKINと旧知の仲であるTeddyLoidが担当し、ダブステップの要素を取り入れたポップチューンとなっている。なお、本楽曲は、あくまでも自主制作でありYouTubeの「公式」テーマソングではない。
レコーディングは、全てTeddyLoidの自宅スタジオで行われ、新たにミュージックビデオも制作された。ミュージックビデオは、HikakinTVにて公開されており、メイキング映像も公開されている。再生回数は、わずか1か月で1000万回を突破した。2020年5月には、チャンネル初となる1億回再生を達成した。
リリースから1年半後には、音楽プロデューサー・小室哲哉のリアレンジによる「YouTubeテーマソング -Tetsuya Komuro Rearrange-」が、AWAで配信され、さらにその約半年後、iTunes Store、レコチョクなどでも配信された。HIKAKIN & SEIKIN × 小室哲哉の異色コラボが話題となった。
2025年8月14日19時に、本楽曲のミュージックビデオ公開10周年記念として「YouTubeテーマソング2」を公開。

## 収録曲
| 全作詞・作曲: SEIKIN、全編曲: TeddyLoid。 |                                                    |        |            |      |
| #                                         | タイトル                                           | 作詞   | 作曲・編曲 | 時間 |
| 1.                                        | 「YouTubeテーマソング」                            | SEIKIN | SEIKIN     | 4:27 |
| 2.                                        | 「YouTubeテーマソング (TeddyLoid Acoustic Remix)」 | SEIKIN | SEIKIN     | 4:27 |
| 3.                                        | 「HIKAKIN BEATBOX PARADE」                         | SEIKIN | SEIKIN     | 3:46 |
| 4.                                        | 「YouTubeテーマソング (インスト)」                 | SEIKIN | SEIKIN     | 4:27 |
| 5.                                        | 「YouTubeテーマソング (カラオケ)」                 | SEIKIN | SEIKIN     | 4:27 |
| 合計時間:                                 | 合計時間:                                          | 21:34  |            |      |